# Prager Domschatz

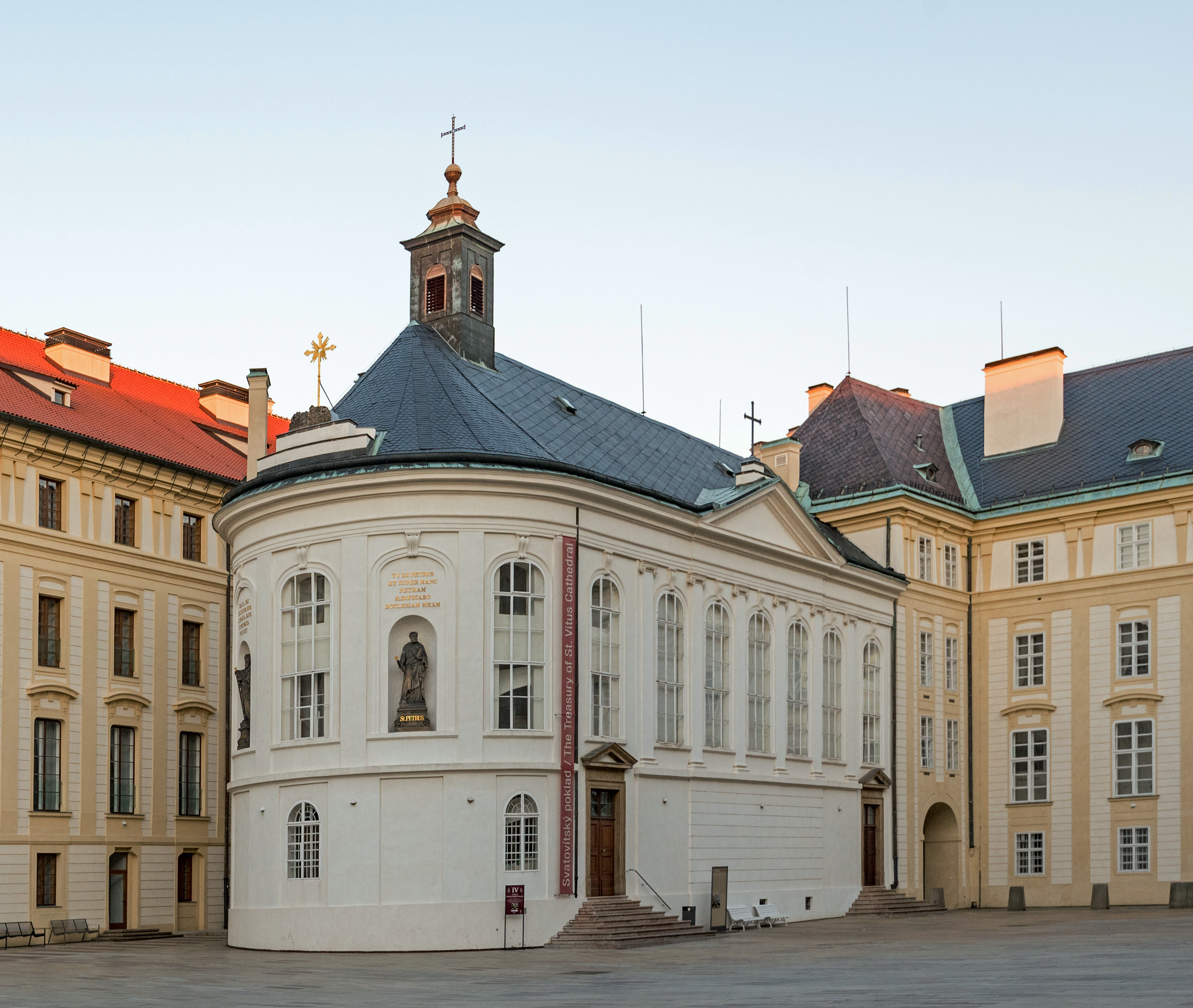
Ein Teil des Domschatzes war bis 2021 in der Heilig-Kreuz-Kapelle auf der Prager Burg ausgestellt

Der Prager Domschatz, auch Schatz des Veitsdoms, ist die bedeutendste Sammlung kirchlicher Kunstwerke des 10. bis 20. Jahrhunderts in Tschechien. Er gehört zu den größten und wertvollsten Domschätzen Europas.

## Die Sammlung

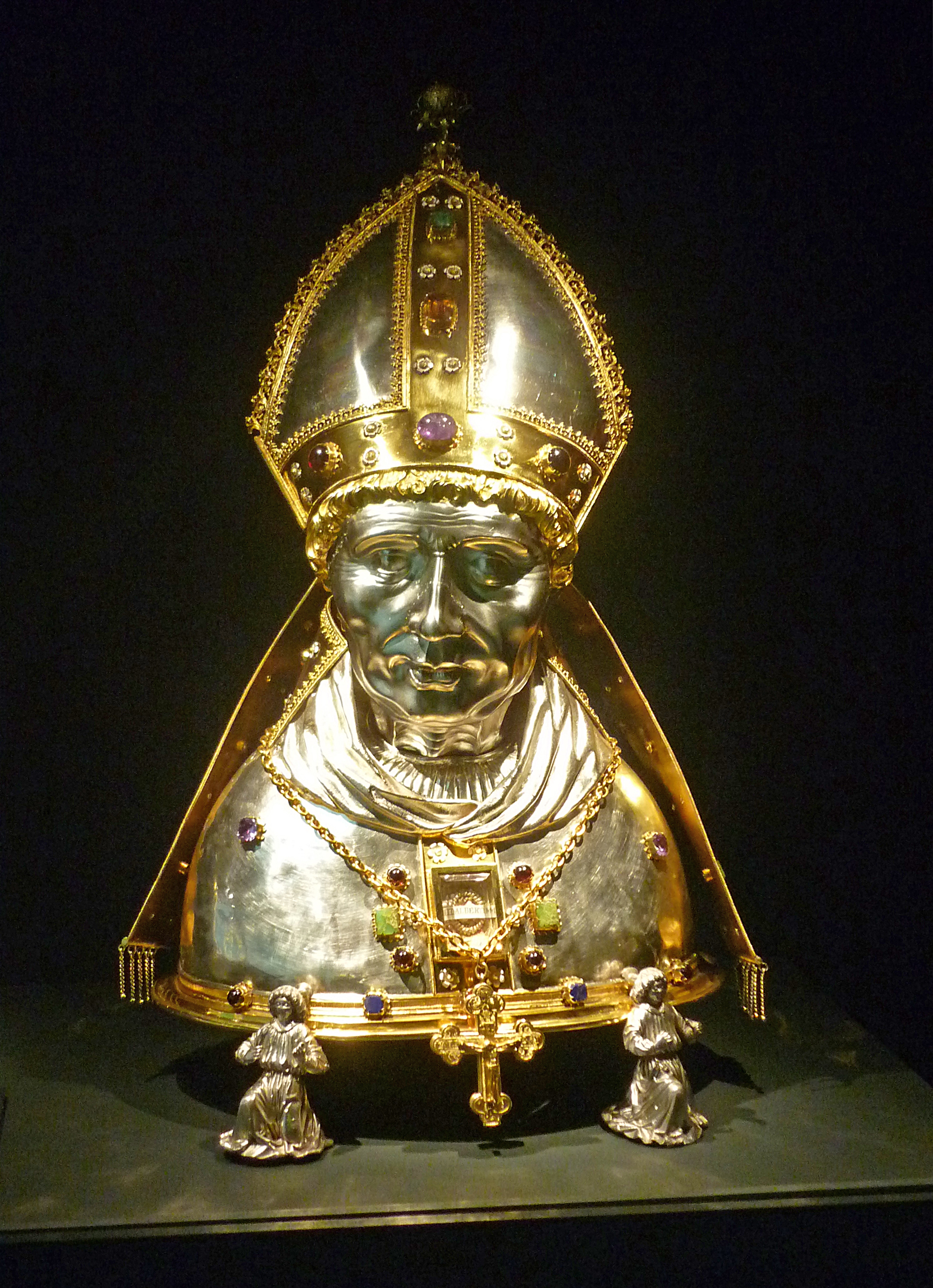
Kopfreliquiar des hl. Adalbert von Prag, um 1500

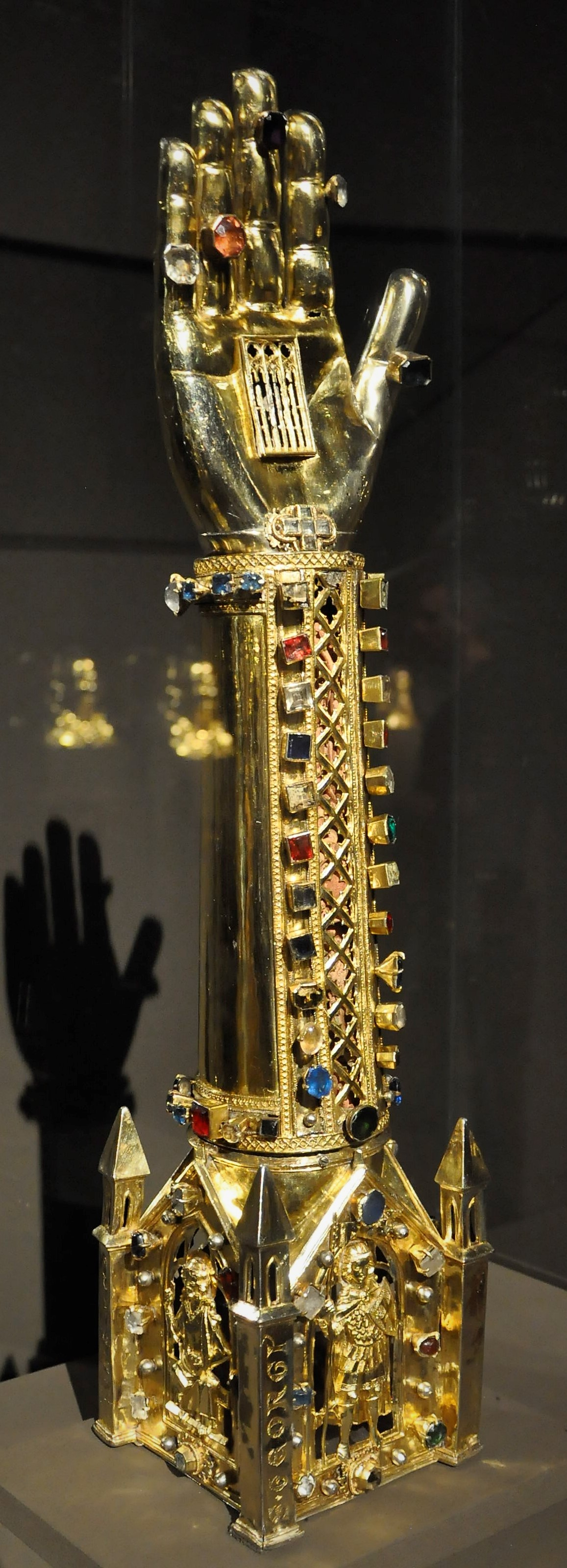
Armreliquiar des hl. Georg

Seit der Entstehung der Prager Diözese im Jahr 973 wird der Prager Domschatz vom Prager Domkapitel aufbewahrt. Der Kirchenschatz umfasst mehr als 500 Gegenstände, u. a. Reliquien, Reliquiare, liturgische Gewänder und sakrale Geräte.
Einer der ältesten Gegenstände des Prager Domschatzes ist die Armreliquie des hl. Veit, die König Heinrich I. dem Fürsten Wenzel von Böhmen 929 geschenkt hatte. Sie wird seit dem 14. Jahrhundert in einem silbernen Arm aufbewahrt. Zum Prager Domschatz gehören auch das goldene Reliquienkreuz, das Kaiser Karl IV. herstellen ließ, der Wenzelshelm und das Schwert des hl. Wenzel aus dem 10. Jahrhundert, das während der böhmischen Krönungen im Veitsdom eine symbolische Bedeutung hatte.
Zu den wichtigsten Reliquien gehören auch vier Schädel der böhmischen heiligen Patrone (hl. Wenzel, hl. Adalbert, hl. Veit und hl. Ludmilla) und ihre gotischen Reliquiarbüsten.
Weitere wertvolle Teile des Schatzes sind
- das Veraikon des hl. Veit
- das Armreliquiar des hl. Georg
- das Armreliquiar der hl. Ludmilla
- das Armreliquiar der hl. Barbara
- das Turmreliquiar der hl. Katharina
- das Tafelreliquiar aus der ehemaligen Abtei St. Martin in Trier
- das Altarkreuz mit Kristall und Goldfassung
- die Mitra des hl. Adalbert
- die Mitra des Kardinals Ernst Adalbert von Harrach
- die Sonnenmonstranz des Bischofs Johann Ignaz Dlouhovesky de Longavilla (mit dem Sonnenmonstranz-Diamanten)
- die Monstranz des französischen Königs Karl X.
- die Harrach-Monstranz aus Kristallglas
- das Erzbischöfliches Zepter des Bischofs Franz Ferdinand von Kuenburg mit Medaillon des hl. Veit
- die Goldene Rose der Kaiserin Maria Anna von Habsburg

## Präsentation
Zu Beginn des 20. Jahrhunderts wurde der Prager Domschatz durch Bischof Antonín Podlaha und Domherr Eduard Šittler neu geordnet und in die neu errichtete Schatzkammer im Nordschiff des Veitsdoms, die sogenannte Hilbert-Schatzkammer verlegt, die über eine Wendeltreppe im Dom zugänglich war. Hier verblieb er bis 1950.
Die beiden Geistlichen verfassten die erste ausführliche Veröffentlichung über den Domschatz sowie einen Inventarkatalog.
Von 1964 bis 1990 wurden die bedeutendsten Kunstwerke der Sammlung (etwa 140 Teile) in der Heilig-Kreuz-Kapelle auf der Prager Burg präsentiert und nach der Rekonstruktion der Anlage von Dezember 2011 bis März 2020 erneut gezeigt.
Dazu ist 2012 ein weiterer umfangreicher Katalog erschienen.
Derzeit wird der Domschatz in Prag nicht gezeigt, weil die Kapelle im Jahr 2021 geräumt wurde. Der Schatz verbleibt in der Hilbert-Schatzkammer bzw. in den Depots des Domkapitels bei der Prager Burgverwaltung.

## Ausstellung in Dresden
Im Rahmen einer Ausstellung der  Staatlichen Kunstsammlungen Dresden (SKD) sind erstmals Teile des Prager Domschatzes im Ausland gezeigt worden. Für die Ausstellung in Dresden wurden 125 mittelalterliche und frühneuzeitliche Stücke der Sammlung ausgewählt.
Die Ausstellung war von März bis September 2024 in der Kunsthalle im Lipsiusbau in Dresden zu sehen. Sie wurde am 15. März 2024 durch den Präsidenten der  Tschechischen Republik Petr Pavel und den Ministerpräsidenten des  Freistaates Sachsen Michael Kretschmer eröffnet.
Gezeigt wurden u. a.
- das Goldene Reliquienkreuz (Krönungskreuz Karls IV. mit Edelsteinen, Edelsteinen und zahlreichen Reliquien)
- die Reliquienbüsten des hl. Veit und des hl. Adalbert
- das Tafelreliquiar aus der ehemaligen Abtei St. Martin in Trier
- das Altarkreuz mit Kristall und Goldfassung